# Colle Romito
Colle Romito è una frazione del comune di Ardea.

## Storia
Tra gli anni sessanta e settanta del Novecento inizia la costruzione sistematica di alcuni villini nella frazione del comune di Ardea denominata Colle Romito; nella seconda metà degli anni settanta i primi proprietari degli immobili costituiscono un consorzio degli utenti che ancor oggi, in qualità di consorzio obbligatorio, riunisce praticamente tutti i proprietari degli immobili siti nella frazione. Il "Consorzio di Colle Romito", così denominato, si occupa della gestione delle strade, dell'illuminazione pubblica, della disinfestazione, degli spazi verdi.
Una delle grandi pinete site nel comprensorio è dedicata alla memoria dell'ex terrorista nero e politico Giuseppe Dimitri, prematuramente scomparso nel 2006.
Nel 2005, durante lo svolgimento di una manifestazione pubblica, il Consorzio è stato definito dal sindaco di Ardea come "il fiore all'occhiello del Comune".